# Coram's Fields
Coram's Fields est un espace vert de sept acres (environ 3 hectares) situé dans le quartier de King's Cross du Borough londonien de Camden. Les adultes ne sont autorisés à entrer que s'ils sont accompagnés d'enfants.

## Histoire
Le parc est situé sur l'ancien site de l'hôpital Foundling, créé par Thomas Coram dans ce qui s'appelait alors Lamb's Conduit Field en 1739. Dans les années 1920, l'hôpital Foundling a été transféré en banlieue de Londres, à l'école Ashlyns à Berkhamsted, dans le Hertfordshire, et le site était destiné à être réaménagé. Cependant, une campagne organisée par Janet Trevelyan, une collecte de fonds par les résidents locaux et un don de Harold Harmsworth, 1er vicomte Rothermere  ont conduit à la création du parc actuel qui a ouvert ses portes en 1936.

## Services et installations
Ces Champs de Coram fournissent des services aux enfants et aux jeunes habitants du quartier, notamment un programme parascolaire et de vacances, un programme sportif, un centre pour les jeunes et un programme pour la petite enfance qui comprend une crèche et une halte-accueil.
Le parc comprend trois terrains de football à huit, deux courts de tennis, un terrain de stickball, un terrain de basket, une terrain de jeux pour enfants, des bacs à sable, un coin animaux et un café.

## Quartier
À l'ouest se trouve Brunswick Square, à l'est se trouve Mecklenburgh Square (bordé par Goodenough College au sud), deux places historiques de Londres. Au nord se trouvent la Fondation Thomas Coram et les jardins de St George. Au sud se trouvent Guilford Street et le Great Ormond Street Hospital (hôpital pour enfants). La Fondation Thomas Coram pour les enfants (l'association caritative qui a succédé à l'hôpital Foundling) et le Foundling Museum, abritant les collections d'art de l'ancien hôpital, sont situés dans des bâtiments à proximité.

## Titres de gestion et de planification
Les Champs de Coram sont détenus et gérés par un organisme de bienfaisance enregistré indépendant, officiellement appelé Coram's Fields et Harmsworth Memorial Playground.
Les Champs de Coram et les places Brunswick et Mecklenburgh sont conjointement classés Grade II (monuments classés) sur le registre des parcs et jardins historiques.